# Zhou Yimiao
Este es un nombre chino; el apellido es Zhou.
Zhou Yimiao (Hubei, República Popular China; 7 de febrero de 1991), también escrito como Zhou Yi-Miao, es una tenista profesional china. Actualmente ocupa la 177° posición en el ranking mundial de la WTA, siendo la séptima mejor ubicada de su país. Se desempeña principalmente en el circuito ITF.

## Torneos ITF (11; 5+6)
| Categoría    |
| ------------ |
| ITF $100,000 |
| ITF $75,000  |
| ITF $50,000  |
| ITF $25,000  |
| ITF $10,000  |

### Individuales

#### Títulos (5)
| No. | Fecha                 | Torneo     | Superficie | Oponente en la final | Resultado     |
| 1.  | 8 de octubre de 2007  | Pekín      | Dura       | Kumiko Iijima        | 6-1, 6-2      |
| 2.  | 10 de marzo de 2008   | Kalgoorlie | Dura       | Ellen Barry          | 7-5, 6-2      |
| 3.  | 16 de febrero de 2009 | Cantón     | Dura       | Chen Liang           | 6-3, 4-6, 6-0 |
| 4.  | 2 de marzo de 2009    | Sídney     | Dura       | Yurika Sema          | 6-3, 6-4      |
| 5.  | 11 de enero de 2010   | Pingguo    | Arcilla    | Anna Gerasimou       | 6-3, 6-0      |

#### Finales (2)
| No. | Fecha                | Torneo   | Superficie | Oponente en la final | Resultado |
| 1.  | 10 de agosto de 2009 | Pingguo  | Dura       | Sheng-Nan Sun        | 4-6, 4-6  |
| 2.  | 4 de enero de 2010   | Quanzhou | Dura       | Aleksandra Krunic    | 3-6, 5-7  |

### Dobles

#### Títulos (6)
| No. | Fecha                   | Torneo      | Superficie | Pareja        | Oponente en la final                 | Resultado        |
| 1.  | 10 de marzo de 2008     | Kalgoorlie  | Dura       | Li Ting Jr.   | Natsumi Hamamura Remi Tezuka         | 6-1, 4-6, [10-8] |
| 2.  | 8 de septiembre de 2008 | Rockhampton | Dura       | Remi Tezuka   | Jarmila Gajdosova Michaela Johansson | 7-6(7-2), 6-4    |
| 3.  | 22 de junio de 2009     | Qianshan    | Dura       | Sheng-Nan Sun | Xinyun Han Ying Qian                 | 6-3, 6-0         |
| 4.  | 4 de enero de 2010      | Quanzhou    | Dura       | Wan-Ting Liu  | Yuliya Beygelzimer Zi Yan            | 6-1, 6-2         |
| 5.  | 2 de marzo de 2010      | Hammond     | Dura       | Yi-Fan Xu     | Christina Fusano Courtney Nagle      | 6-2, 6-2         |
| 6.  | 9 de marzo de 2010      | Clearwater  | Dura       | Yi-Fan Xu     | Alina Jidkova Laura Siegemund        | 6-4, 6-4         |

#### Finales (6)
| No. | Fecha                   | Torneo       | Superficie | Pareja        | Oponente en la final            | Resultado     |
| 1.  | 21 de agosto de 2006    | Vlaaardingen | Arcilla    | Xuan-Yu Guo   | Danielle Harmsen Eva Pera       | 2-6, 6-7(2-7) |
| 2.  | 5 de septiembre de 2006 | Enschede     | Arcilla    | Xuan-Yu Guo   | Marlot Meddens Pauline Wong     | 6-7(6-8), 2-6 |
| 3.  | 11 de junio de 2007     | Cantón       | Dura       | Yanchong Chen | Lei Huang Yi-Fan Xu             | 2-6, 6-7(4-7) |
| 4.  | 2 de febrero de 2009    | Burnie       | Dura       | Yi-Fan Xu     | Monique Adamczak Abigail Spears | 2-6, 4-6      |
| 5.  | 13 de marzo de 2012     | Sanya        | Dura       | Chen Liang    | Erika Sema Saisai Zheng         | 2-6, 2-6      |
| 6.  | 11 de junio de 2007     | Yakima       | Dura       | Yi-Fan Xu     | Samantha Crawford Madison Keys  | 2-6, 6-7(4-7) |

- Datos: Q593082